# Follow Me (canção de Pabllo Vittar e Rina Sawayama)
"Follow Me" é uma canção do cantor e drag queen brasileiro Pabllo Vittar e da cantora nipo-britânica Rina Sawayama. A canção foi lançada para download digital e streaming através da Sony Music como single em 31 de março de 2022.

## Lançamento e promoção
A divulgação do single começou em março de 2022, quando Pabllo apresentou e performou a canção pela primeira vez no Lollapalooza Brasil de surpresa antes mesmo do lançamento oficinal. "Follow Me" foi lançada para download digital e streaming como o primeiro single do álbum em 31 de março de 2022.

## Videoclipe
Dirigido por Amber Park, o videoclipe gravado no Los Angeles com Rina Sawayama e um balé com coreografia de Flavio Verne teve sua estreia em 1 de março de 2022.

## Apresentações ao vivo
Vittar cantou "Follow Me" pela primeira vez em 25 de março de 2022 no Lollapalooza Brasil, transmitido pelo Multishow. Em 19 de maio, Vittar performou a canção no TVZ. Em 20 de maio, Vittar performou a canção no Encontro com Fátima Bernardes.

## Faixas e formatos
| Download digital / streaming |             |         |  |
| N.º                          | Título      | Duração |  |
| 1.                           | "Follow Me" | 2:57    |  |

## Histórico de lançamento
| Região | Data                | Formato(s)                 | Versão   | Gravadora(s) | Ref.  |
| ------ | ------------------- | -------------------------- | -------- | ------------ | ----- |
| Várias | 31 de março de 2022 | Download digital streaming | Original | Sony Music   | [ 3 ] |